# Menterwolde

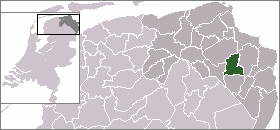
Menterwoldes läge (grönt) i Groningen (mörkgrått).

Menterwolde är en historisk kommun i provinsen Groningen i Nederländerna. Kommunens totala area är 81,62 km² (där 1,25 km² är vatten) och invånarantalet är på 12 574 invånare (2005).